# 威廉·克里斯托夫 (黑森-洪堡)
威廉·克里斯托夫（德語：Wilhelm Christoph，1625年11月13日—1681年8月27日），黑森-洪堡伯爵，1648年至1669年在位。

## 家庭
1650年，威廉·克里斯托夫與黑森-達姆施塔特伯爵格奧爾格二世的女兒索菲·艾蕾諾爾結婚，兩人共有1子2女：
1. 克莉絲汀·威廉明妮（1653年—1722年）
2. 利奧波德·格奧爾格（英语：Leopold George, Hereditary Landgrave of Hesse-Homburg）（1654年—1675年），早逝
3. 瑪格達列娜·索菲（1660年—1720年）